# Oglasa maculata
Oglasa maculata är en fjärilsart som beskrevs av Semper 1900. Oglasa maculata ingår i släktet Oglasa och familjen nattflyn. Inga underarter finns listade i Catalogue of Life.